# Matvey Slavin

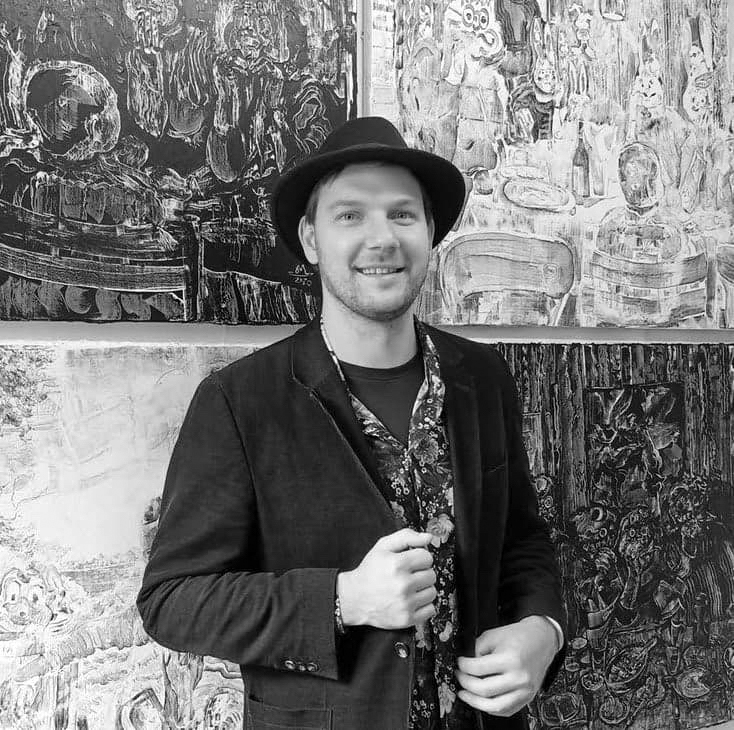
MatWay - Matvey Slavin in seinem Atelier in Kopenhagen, 2020

Matvey Slavin, auch bekannt unter MatWay (russisch: Матвей Славин, * 1987 in Leningrad – heute St. Petersburg), ist ein zeitgenössischer deutsch-dänischer Künstler. Er lebt und arbeitet an der Entwicklung der Neograttage in Kopenhagen. Er nahm an Symposien und Ausstellungen der Gruppe Norddeutsche Realisten teil und ist Mitgründer von Enfants Terribles und Popdada. Mitglied bei Corner.

## Biografie
Matvey Slavin hat 2006–2011 an der Hochschule für Angewandte Wissenschaften Hamburg bei Klaus Waschk und Erhard Göttlicher und 2011–2015 Hochschule für bildende Künste Hamburg bei Werner Büttner und Markus Vater sowie 2013 an der Akademie der bildenden Künste Wien bei Daniel Richter studiert.  Er hat eine Reihe von Ausstellungen und öffentlichen Aktionen in Deutschland, Dänemark und Österreich realisiert. Im Jahr 2014–2015 hat er das Künstlerhaus in Meinersen, im Jahr 2016 das Künstlerhaus im Schlossgarten in Cuxhaven und im Jahr 2018 die Katholische Akademie Schwerte als Stipendiat bezogen.

## Werk
Matvey Slavin ist expressiv-realistischer Maler und Zeichner. Sein ursprünglicher Schwerpunkt liegt auf Landschaftsmalerei. Seit 2006 hält Slavin Szenen im städtischen Raum fest um tieferen Zugang zu seiner Wahlheimat zu erhalten, um die Stadt und ihre Bewohner besser kennenzulernen. In zeichnerischen Momentaufnahmen fängt Matvey Slavin Ausschnitte des Alltags, Segmente des normalen Lebens ein. Künstlerische Aneignung des Orts schlägt sich in seinen Zeichnungen und Malerei nieder, wobei Slavins Erfassen des städtischen Raums und der darin Agierenden den Faktor Zeit enthält. Es geht um Simultaneität von Gegenwart, Vergangenheit und Zukunft. „Wir sprechen über eine Zeit“, so Slavin, „doch gibt es keine einheitliche Zeit - mehrere Zeitlinien bestehen nebeneinander, und jeder hat sein eigenes Zeitempfinden.“ Slavin setzt seine Figurenkonstellationen im Sinne einer psychologischen, inneren Dramaturgie in Szene, wobei die einzelnen Bilder nebeneinander stehend auch wie Sequenzen einer filmischen Abfolge gesehen werden können.
Seit 2013 hat MatWay die Grattage-Technik mit seinen Neograttage-Werken, auch bekannt als Gravurmalerei (engl. Engraved Paintings), erneuert, die seine internationale Herkunft reflektieren. Diese minimalistischen Werke enthalten Details, die bei genauerer Betrachtung auf verschiedene Kulturen hinweisen. In seinem künstlerischen Prozess konzentriert er sich darauf, die nasse Farbe mit unterschiedlichen Arten von Spachteln vom Leinwand zu entfernen, was Tiefe und Textur erzeugt. Die Werke spiegeln aktuelle globale Herausforderungen wider und erforschen Themen wie den Einfluss des Künstlers, Taktik und Strategie. Seine Technik betont eine dynamische Balance zwischen An- und Abwesenheit von Farbe und Form und zeigt die Verschmelzung individueller und kollektiver Erfahrungen auf, indem sie Elemente aus Medien, dem Alltag und der Kunstgeschichte integriert.

## Ausstellungen

### Einzelausstellungen
- 2022: MatWay - Neo-Grattage, kunstmix, Kopenhagen, Dänemark
- 2021: SKAKMAT, Blaa Galleri, Kopenhagen, Dänemark; Tugend und Sünde, Katholische Akademie, Schwerte, Dänemark
- 2020: Tugend und Sünde, Bank für Kirche und Caritas, Paderborn, Deutschland
- 2019: Copenhagen Open Air, galleri kunstmix, Kopenhagen, Dänemark
- 2018: Image Hunter, galleri kunstmix, Kopenhagen, Dänemark; Image Hunter, Katholische Akademie Schwerte, Deutschland
- 2017: Fiction Factory, galleri kunstmix, Kopenhagen, Dänemark
- 2016: Geflasht von Trash, Galerie OST-ART im Kulturring, Berlin, Deutschland
- 2011: Hamburger Landschaften, Galerie Kunst-nah, Hamburg, Deutschland
- 2008: Die Elbe von der Speicherstadt bis Blankenese - KulturForum Altona, Hamburg, Deutschland[8]

### Duo-Ausstellungen (Auswahl)
- 2020: Greifbar, BLAA Galleri, Kopenhagen, Dänemark (mit Meik Brüsch)
- 2019: Open Up, Galerie subjectobject, Berlin, Deutschland (mit Peter Lindeberg)
- 2018: ET - Yellow Popdada, galleri kunstmix, Kopenhagen, Dänemark; ET - Red Popdada, galleri kunstmix, Kopenhagen, Dänemark (Enfants Terribles - Nana Bastrup & Matvey Slavin)
- 2017: ET - Von nix kommt nix, galleri kunstmix, Kopenhagen, Dänemark; ET - Popdadaistische Blabla- & Laufbilder, Galerie 149, Bremerhaven, Deutschland; ET - Berliner Kuriositaeten, Studio Bildende Kunst im Kulturring, Berlin, Deutschland; ET - Popdada-Dadapop, galleri kunstmix, Kopenhagen, Dänemark (Enfants Terribles - Nana Bastrup & Matvey Slavin)
- 2016: ET - Popdada, Galerie subject-object, Berlin, Deutschland; ET - Laufbilder - Cuxhavener Kuriositäten, Künstlerhaus im Schloßgarten, Cuxhaven, Dänemark; ET - Wir sind soweit, Kuenstlerhaus im Schloßgarten, Cuxhaven, Deutschland; ET - Enfants Terribles, Huset, Asnaes, Dänemark (Enfants Terribles - Nana Bastrup & Matvey Slavin)
- 2015: ET - Kribbel-Krabbel, Künstlerhaus, Meinersen, Deutschland (Enfants Terribles - Nana Bastrup & Matvey Slavin)
- 2014: ET - Laufbilder, Ubik Space, Wien, Österreich; ET - Laufbilder & Videoskulpturen, Galerie Hengevoss-Dürkop, Hamburg, Deutschland; ET - Kinder der Louise B., Kunstverein Barsinghausen, Deutschland (Enfants Terribles - Nana Bastrup & Matvey Slavin)
- 2013: ET - Viking Revival, Galleri Labr, Roskilde, Dänemark; ET - Inszenierte Träume I + II, Galerie Kurt im Hirsch, Berlin, Deutschland (Enfants Terribles - Nana Bastrup & Matvey Slavin)
- 2012: ET - Vernetzt, Bräuning Contemporary, Hamburg, Deutschland; Mensch und Ware, Altonaer Museum, Hamburg, Deutschland (Enfants Terribles - Nana Bastrup & Matvey Slavin)[8]

### Gruppenausstellungen (Auswahl)
- 2023: Galerie Provence, Vadum, Dänemark; Waou 23, Galleri NB, Viborg, Dänemark; Summer Group Show, Galleri KBH kunst, København; Handgaard, Heiberg og MatWay, Galleri 2132 - Roslev, Dänemark; Corner Udstilling, Gammelgaard, Herlev, Dänemark; Camouflage subjectobject, Berlin, Deutschland
- 2022: UDS 22 - Ung Dansk Samtidstkunst, Kunstbygningen, Vrå, Dänemark; KP 22 - Kunstnernes Påskeudstilling, Kunsthal Aarhus, Dänemark; Pleinair Ausstellung 7 Malen Dölln, Galerie im Neuen Rathaus, Templin, Deutschland
- 2021: REMIX #7, kunstmix Pop-Up, Galleri Fjellvang, Kopenhagen, Dänemark; Galleri47s Juleudstilling, Galleri47, Næstved, Dänemark; The Krunchist Movement III, Blaa Galleri, Kopenhagen, Dänemark; The Beginning, Galleri 47, Næstved, Dänemark; Krunchist Movement II, Blaa Galleri, Kopenhagen, Dänemark; 7 malen Uckermark Pleinairmalerei in Gross Dölln, Galerie Hennwack, Berlin, Deutschland; The Krunchist Movement, Blaa Galleri, Kopenhagen, Dänemark; Between Waves, Blaa Galleri, Kopenhagen, Dänemark; 7 malen in Dölln. Ergebnisse eines Kuenstlertreffens, Kunstverein, Schwedt, Deutschland; Efter-Billeder, JANUS - Vestjyllands Kunstmuseum, Tistrup, Dänemark; 20 x Testimony Kunsthal, Vejle, Dänemark
- 2020: Ohne Einschränkung: Kunst, Galerie subjectobject, Berlin, Deutschland; Lebenszeichen, Katholische Akademie, Schwerte, Deutschland; Art of Giving, SIRIN Copenhagen Gallery, Kopenhagen, Deutschland; Efter-billeder, SAK i sammenarbejde med Vestjyllands Kunstmuseum, Svendborg, Dänemark; Corona Confinement Blues, Blaa Galleri, Kopenhagen, Dänemark; By og Land, Galleri 2132, Roslev, Dänemark
- 2019: Remix #6, galleri kunstmix, Kopenhagen, Dänemark; Kunst im August, Galerie subject object, Berlin, Deutschland; Plein Air, Glyngoere Kulturstation-Museum, Salling, Dänemark; Remix #5, galleri kunstmix, Kopenhagen, Dänemark
- 2018: Remix #4, galleri kunstmix, Kopenhagen, Dänemark; URBAN 2018, Maerz contemporary, Molde, Norwegen; Remix #3, galleri kunstmix, Kopenhagen, Dänemark
- 2017: Remix #2, galleri kunstmix, Kopenhagen, Dänemark; Artgeschoss 2017, ARTGESCHOSS, Berlin, Deutschland; Aus der Natur, Kunstverein, Barsinghausen, Deutschland; Remix #1, galleri kunstmix, Kopenhagen, Dänemark; Spurensuche, Kunstverein, Schwedt, Deutschland; Sommer in Hamburg, Galerie des Hotels Grand Elysee, Hamburg, Deutschland; 3653 x JA, Galerie subject object, Berlin, Deutschland
- 2016: Die Farben des Winters, Museen im Kulturzentrum, Rendsburg, Deutschland; Die Farben des Winters, Kunsthaus Muellers, Rendsburg, Deutschland
- 2015: Erinnerung, Galerie Hengevoss-Duerkop, Hamburg, Deutschland; Sommersausstellung, Galerie Halbach, Celle, Deutschland
- 2014: Chill Out!, Galerie Hengevoss-Duerkop, Hamburg, Deutschland; Zimmer Frei, Museet paa Koldinghus, Kolding, Dänemark; Wuk Exhibition Ubik Bueller-S Day Off, Ubic Space, Wien, Österreich; Xzbit - Die Ausstellung, projekthaus, Hamburg, Deutschland; Acchrochage, Galerie Rose, Hamburg, Deutschland
- 2013: KurtSalon, Galerie Kurt im Hirsch, Berlin, Deutschland; Norddeutsche Realisten - Meinersen 2013 - Eine Bestandaufnahme, Kuenstlerhaus, Meinersen, Deutschland; Kunst am Bodden, Galerie der Fabrique, Gängeviertel, Hamburg, Deutschland; HEUTE,- Ultramarin, Galerie Hinterconti, Hamburg, Deutschland; Galore 2013, Valby Kulturhus, Kopenhagen, Dänemark; Kunst - Landschaft - Moelln neue Stadtansichten, Möllner Museum, Mölln, Deutschland; HEUTE,- Zitate und Zutaten, Galerie KUB, Leipzig, Deutschland; Kuenstler der Galerie, Kunsthaus Muellers, Rendsburg, Deutschland; Norddeutsche Realisten in Hohwacht, Kunsthaus Müllers, Rendsburg, Deutschland; Speicherplatz, Nullunendlich, Leipzig, Deutschland; HEUTE,- Groteske Wirklichkeit, Galerie affenfaust, Hamburg, Deutschland
- 2012: HEUTE,- Momente, Galerie Hafentor 7, Hamburg, Deutschland; Die Bionale - Zwischen Ackerbau und Hochkultur, Galerie der HFBK, Hamburg, Deutschland; Zeitgeist, Fabrik der Kuenste, Hamburg, Deutschland; Macht Spass, Galerie Raum linksrechts, Hamburg, Deutschland; Ideen von Landschaft, Jenisch Haus, Hamburg, Deutschland; Pappdemokratie, Künstlerhaus Vorwerkstift, Hamburg, Deutschland
- 2011: Heute, Kunsthaus Speckstrasse, Gängeviertel, Hamburg, Deutschland; Galore 2011 - Valby Kulturhus, Kopenhagen, Dänemark; Antlitz, Bildnis, Conterfey, Frappant, Hamburg, Deutschland
- 2010: Experiment 010 - Kulturforum Schwimmhalle Schloss, Ploen, Deutschland; Hamburger Stadtteile, Fabrik der Künste, Hamburg, Deutschland; Zeitgenössischer Mythos, Kunsthaus Speckstrasse, Gaengeviertel, Hamburg, Deutschland
- 2009: Cartel 21, Fabrik Gaengeviertel, Hamburg, Deutschland
- 2008: Russische Variationen, Stiftung Landdrostei, Pinneberg, Deutschland; wandsbektranformance. Die Gegenwart des Kolonialen, Kunsthaus, Hamburg, Deutschland[8]

## Öffentliche Aktionen / Duo Enfants Terribles (Auswahl)
- 2016: 23.04. - 25.07. ET - Wir sind soweit, seid Ihr bereit?, Künstlerhaus im Schlossgarten, Cuxhaven, Deutschland
- 2015: 27.08. ET - Kære gallerist, Bredgade, Kopenhagen, Dänemark
- 2014: 01.08. ET - Die sieben Matveys, bei den Nanas, Leineufer, Hannover, Deutschland; 28.03. - 01.04. ET - Aufstieg der Ameisen, Künstlerhaus Meinersen, Meinersen, Deutschland
- 2012: 31.08.ET - Konsumschwein, Fischmarkt - Elbphilharmonie, Hamburg, Deutschland; 10.05. ET - Enfants Terribles, Aussenplateau der Hamburger Kunsthalle, Hamburg, Deutschland

## Publikationen und Kataloge (Auswahl)
- 2022: REMIX #7, Matvey Slavin: s. 29-87, Text: Harald Holst, Jegor Fetisov, Veröffentlicht von: kunstmix, Kopenhagen, Dänemark, ISBN 978-87-93898-03-5
- 2021: Matvey Slavin: SKAKMAT, Text: Harald Holst, Veröffentlicht von: Blaa Press, Kopenhagen, Dänemark, ISBN 978-87-973618-0-1
- 2019: Matvey Slavin: Copenhagen Open Air, Veröffentlicht von: kunstmix Kopenhagen, Dänemark, Texte: Nana Bastrup, Tom Joergensen, Deutsch, Englisch, 84 Seiten, ISBN 978-87-93898-00-4
- 2018: Matvey Slavin: Image Hunter, Veröffentlicht von: Stefanie Lieb, Verlag Katholische Akademie, Schwerte, Deutschland, Texte: Peter Klasvogt, Stefanie Lieb, Deutsch, 88 Seiten, ISBN 978-3-927382-76-3
- 2017: Aus der Natur - Nana ET Matvey + Maike Graef, Veröffentlicht von: Kunstverein Barsinghausen, Deutschland, Text: Friedrich Holtiegel, Deutsch, 30 Seiten, ISBN 978-3-945527-08-5
- 2016: ET - Popdada, Veröffentlicht von: Galerie subject object, Berlin, Deutschland, Text: Ljiljana Vulin-Hinrichs, Deutsch, 36 Seiten, Einzigartige Zeichnungen, limitierte nummerierte, signierte Auflage
- 2016: ET - Laufbilder - Cuxhavener Kuriositäten, Veröffentlicht von und Text: Nana Bastrup & Matvey Slavin, Cuxhaven, Deutschland, 36 Seiten, Einzigartige Zeichnung, limitierte nummerierte, signierte Auflage
- 2015: Katalog Hamburger Landschaften, Herausgeber: Akademiker Verlag, Deutschland, 52 Seiten, ISBN 978-3-639-86498-4
- 2015: Zeitbilder - Matvey Slavin, Veröffentlicht von: Irmgard Bösenberg, Meinersen, Deutschland, Text: Belinda Grace Gardner, 48 Seiten, ISBN 978-3-00-050176-0
- 2015: ET - Footwork, Veröffentlicht von: Galerie Hengevoss-Dürkop, Hamburg, Deutschland, Text: Kerstin Hengevoss-Dürkop, John Czaplicka, Matthias Schatz, Englisch, 80 Seiten + DVD, ISBN 978-3-00-049805-3
- 2015: ET - 3 Years Enfants Terribles, Veröffentlicht von: Nana Bastrup, Matvey Slavin, Meinersen, Deutschland, Text: Kerstin Hengevoss-Dürkop, John Czaplicka, Michael Stöber, Merle Radtke, Hanna Richter-Kiewning, Friedrich Holtiegel, Dänisch, Englisch, Deutsch, Russisch, 344 Seiten, ISBN 978-3-00-049034-7
- 2014: ET - Enfants Terribles, Veröffentlicht von: Nana Bastrup & Matvey Slavin, Hamburg, Deutschland, Text: Michael Stoeber, Deutsch, Englisch, 100 Seiten, ISBN 978-3-00-047552-8, Einzigartige Zeichnung, limitierte, nummerierte, signierte Auflage
- 2014: ET - Enfants Terribles - Kinder der Louise B., Veröffentlicht von: Kunstverein Barsinghausen, Deutschland, Text: Friedrich Holtiegel, Joachim Voss, Deutsch, 31 Seiten, ISBN 978-3-945527-00-9
- 2014: ET - Laufbilder, Veröffentlicht von: Nana Bastrup & Matvey Slavin, Hamburg, Deutschland, Text: Viola F. Holtz, Hanna Richter-Kiewning, Deutsch, 100 Seiten, ISBN 978-3-00-045152-2
- 2014: ZIMMER FREI Unge kunstnere genopdager kongeslottet, Herausgeber: Axel Johnsen & Museet paa Koldinghus, Dänemark, Texte: Anders Scrmn Meisner, Anna Bak, Axel Johnsen, Dan Stockholm, Eske Rex, Jacob Taekker, Lotte Agger, Mie Lund Hansen, Michael Wuertz Overbeck, Nanna Riis Andersen, Nana Bastrup & Matvey Slavin, Niels Pugholm, Nina Saunders, Søren Behncke, Timo Andersen, Ulla Bech-Bruun, Dänisch, 17 Seiten, ISBN 978-87-87152-64-8
- 2014: Meinersen - Eine Bestandaufnahme, Herausgeber: Dirk Bösenberg, Ernst Posselt, Meinersen, Deutschland, 121 Seiten, ISBN 978-3-00-046560-4
- 2013: KUNST LANDSCHAFT MÖLLN - Neue Stadtansichten, Herausgeber: Stadt Mölln / Moellner Museum Historisches Rathaus, Mölln, 2013, Text: Michael Packheiser, Deutsch, 44 Seiten
- 2012: ET - Enfants Terribles, Veröffentlicht von: Bräuning Contemporary, Hamburg, Deutschland, Text: Till Bräuning, Deutsch, 25 Seiten, ISBN 978-3-00-039981-7
- 2012: Die Norddeutschen Realisten. Symposium 2012 in Hohwacht am Genueser Schiff, Herausgeber: MCM ART Verlag, Berlin, 2012, Redakteur: Christopher Lehmpfuhl, Berlin, Text: Uwe Haupenthal, Deutsch, 92 Seiten, ISBN 978-3-9815169-3-7
- 2011: Matvey Slavin - Hamburger Landschaften, Herausgeber: Matvey Slavin, Hamburg, Deutschland, Deutsch, 38 Seiten